# Organognathus multidentatus
Organognathus multidentatus är en mångfotingart som beskrevs av Karl Wilhelm Verhoeff 1936. Organognathus multidentatus ingår i släktet Organognathus och familjen Harpagophoridae. Inga underarter finns listade i Catalogue of Life.